# پل دابسون (بازیکن فوتبال)
پل دابسون (انگلیسی: Paul Dobson؛ زادهٔ ۱۷ دسامبر ۱۹۶۲) بازیکن فوتبال اهل بریتانیا است.
از باشگاه‌هایی که در آن بازی کرده‌است می‌توان به باشگاه فوتبال دونکستر راورز، باشگاه فوتبال دارلینگتون، باشگاه فوتبال هارتل پول یونایتد، باشگاه فوتبال تورکی یونایتد، باشگاه فوتبال گیتزهد، باشگاه فوتبال لینکولن سیتی، باشگاه فوتبال بیشاپ اوکلند، و باشگاه فوتبال هرفورد یونایتد اشاره کرد.